# Слівінський Олексій Ярославович
Олексій Ярославович Сливинський (нар. 8 серпня 1972, Добротвір) — український весляр-байдарочник, виступав за збірну України в період 1994—2003 років. Учасник літніх Олімпійських ігор в Атланті, чемпіон світу, срібний призер чемпіонатів Європи, переможець багатьох регат національного і міжнародного значення. Брат Михайла Слівінського.

## Біографія
Олексій Сливинський народився 8 серпня 1972 року у Добротворі. Активно займатися веслуванням почав з раннього дитинства, проходив підготовку разом зі старшим братом Михайлом, який згодом став досить відомим гребцем-каноїстом.
Першого серйозного успіху на дорослому міжнародному рівні домігся в 1994 році, коли потрапив до основного складу української національної збірної та побував на чемпіонаті світу в Мехіко, звідки привіз бронзову нагороду, здобуту в заліку чотиримісних байдарок на дистанції 200 метрів. Завдяки низці вдалих виступів удостоївся правом захищати честь країни на літніх Олімпійських іграх 1996 року в Атланті — у складі екіпажу, куди також увійшли веслярі Андрій Петров, В'ячеслав Куліда і Андрій Борзуков, на кілометровій дистанції зумів дійти лише до стадії півфіналів, де фінішував четвертим.
У 1997 році Слівінський виступив на світовій першості в канадському Дартмуті, де став бронзовим призером в одиначках на двохстах метрах. Рік по тому на чемпіонаті світу в угорському Сегеді в тій же дисципліні здобув срібло, ще через рік на аналогічних змаганнях у Мілані знову був бронзовим призером. Крім того, у сезоні 1999 року взяв срібло на чемпіонаті Європи в хорватському Загребі.
На європейській першості 2000 року в польській Познані Олексій Слівінський виграв срібні медалі на дистанції 200 метрів серед байдарок-одиночок і четвірок. У наступному сезоні на чемпіонаті світу в тій же Познані двічі піднімався на п'єдестал пошани, нагороджений срібними медалями в одиночках на двохстах метрах і бронзової в четвірках на двохстах метрах. У 2003 році на світовій першості в американському Гейнсвіллі у двохсотметровій гонці байдарок-четвірок обігнав усіх своїх суперників і завоював тим самим золоту медаль. Незабаром після закінчення цих змагань вирішив завершити кар'єру професійного спортсмена, поступившись місцем у збірній молодим українським веслярам.